# Ottavio Missoni

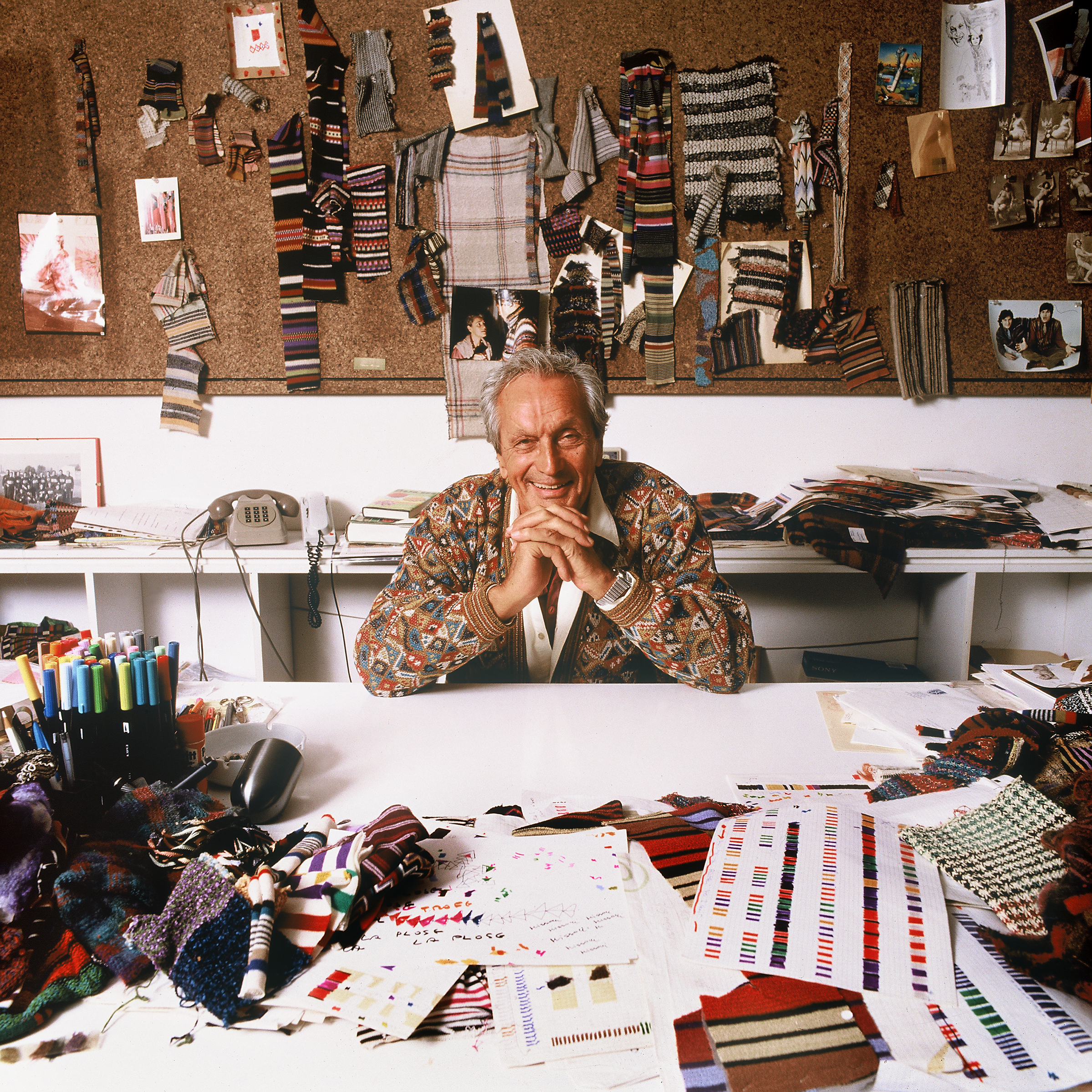
Ottavio Missoni (1990)

Ottavio Missoni (* 11. Februar 1921 in Ragusa di Dalmazia, Königreich Jugoslawien; † 9. Mai 2013 in Sumirago, Lombardei) war ein italienischer Leichtathlet, Modeschöpfer und Gründer des Modeunternehmens Missoni.
Bekannt wurde Missoni insbesondere für seine von Zickzack-Mustern und kräftigen Farben geprägten Kreationen im Bereich der Strickmode.

## Leben
Im Jahr 1953 gründete er gemeinsam mit seiner Frau Rosita eine Textilfabrik in Gallarate (Italien). Seine erste größere Kollektion wurde 1963 in Mailand präsentiert. Er wurde mit zahlreichen internationalen Preisen bedacht.
Vor seiner Laufbahn als Modeschöpfer war der 1,86 m große Missoni als Leichtathlet erfolgreich. Bei den Olympischen Spielen 1948 in London wurde er Sechster im 400-Meter-Hürdenlauf. Zwei Jahre später belegte er bei den Europameisterschaften in Brüssel den vierten Platz.

### Privates
Missoni lernte seine Frau Rosita, geboren 1931 in Golasecca als Tochter eines Tuchfabrikanten aus Varese, bei der Siegesfeier der Olympischen Spiele 1948 kennen und heiratete sie am 18. April 1953. Rosita verstarb am 2. Januar 2025. Ihre drei Kinder Vittorio, Luca und Angela sind alle in führenden Positionen im Familienbetrieb tätig. Die älteste Tochter Margherita Missoni seiner Tochter Angela ist ein bekanntes italienisches Model.

#### Sohn Vittorio
Sein ältester Sohn Vittorio verschwand am 5. Januar 2013 mit seiner Frau, dem Unternehmer und Mille-Miglia-Rennfahrer Guido Foresti und dessen Frau Elda Scalvenzi mit einem Kleinflugzeug des Typs BN-2 Islander zehn Seemeilen südlich des zu Venezuela gehörenden Archipels Los Roques. Bis zum 16. Januar 2013 war das Flugzeug verschwunden und es wurde bekannt, dass der 72-jährige Pilot seit dem 30. November 2012 keine gültige Fluglizenz mehr besaß. Ende Januar 2013 organisierte die Familie die Suche mit dem venezolanischen Marine-U-Boot Deep Sea. Am 27. Juni 2013 wurde bekannt, dass die BN-2 Islander in 70–80 Meter Tiefe bei der Insel Curaçao gefunden wurde. Am 16. Oktober 2013, mehr als 8 Monate nach dem Absturz, wurden die sterblichen Überreste von Vittorio Missoni aus dem Wrack am Meeresgrund des Karibischen Meeres vor Maiquetía, Vargas geborgen. Das komplette Wrack wurde am 25. November 2013, gut 10 Monate nach dem Absturz der Maschine, vom Meeresboden geborgen.